# Annina von Falkenstein
Annina Elsa Maria von Falkenstein (* 17. Mai 1996 in Basel; heimatberechtigt in Basel und Aarau) ist eine Schweizer Politikerin (LDP).

## Leben und Wirken
Annina von Falkenstein studierte an der École hôtelière de Lausanne. 2019 wurde sie bei dieser Ausbildung für eine Dokumentarserie des SRF begleitet. Mittlerweile ist von Falkenstein als Leiterin Human Resources und Mitglied der Geschäftsleitung in einem Gastronomieunternehmen tätig.
Seit Februar 2021 ist sie als Vertreterin der LDP Grossrätin im Kanton Basel-Stadt.
Von Falkenstein ist die Tochter der Politiker Christoph Eymann und Patricia von Falkenstein.